# 小川和佑
小川 和佑（おがわ かずすけ、1930年4月29日 - 2014年9月20日）は、日本の文芸評論家、日本近代文学研究者。詩人としても活動し、関西詩人協会に所属した。

## 来歴・人物
東京生まれ。1951年、明治大学文芸科卒業。中村真一郎に師事し、詩人・文芸評論家として活動した。栃木県で高校教諭として教鞭をとったのち、昭和女子大学助教授に就く。明治大学の非常勤講師も長く務めた。1990年代以降は桜に関する著作が多く、主な著書に『桜の文学史』がある。
2014年9月20日、胃癌のため死去。84歳没。

## 著書
- 『立原道造研究』審美社 1969、増補版・文京書房 1977
- 『「四季」とその詩人』有精堂出版 1969
- 『三好達治研究』 国文社 1970
- 『昭和抒情詩研究 立原道造・考証と議論』右文書院 1971
- 『優しき歌 立原道造の詩と青春』社会思想社（現代教養文庫）1971
- 『詩の妖精たちはいま』潮出版社 1972
- 『詩神の魅惑』第三文明社 1972
- 『三好達治の世界』潮出版社・新書 1972
- 『立原道造論』五月書房 1972
- 『三島由紀夫少年詩』潮出版社 1973
- 『堀辰雄』三交社 1973
- 『伊東静雄論』五月書房 1973
- 『立原道造 忘れがたみ』文京書房 1975。旺文社文庫 1983
- 『昭和文学論考』三交社 1975
- 『現代詩・土着と原質』教育出版センター 1976
- 『リトル・マガジン発掘 文学史の水平線』笠間書院 1976
- 『昭和文学の一側面 詩的饗宴者の文学』明治書院 1977
- 『立原道造・愛の手紙』毎日新聞社 1978
- 『評伝堀辰雄』六興出版 1978。「堀辰雄 その愛と死」旺文社文庫 1984
- 『美しい村を求めて 新・軽井沢文学散歩』読売新聞社 1978
- 『立原道造の世界』講談社文庫 1978
- 『軽井沢 文壇資料』講談社 1980
- 『伊東静雄 孤高の抒情詩人』講談社現代新書 1980
- 『文明開化の詩』叢文社 1980
- 『文学碑のある風景 詩の心、詩の風土』実業之日本社 1983
- 『中村真一郎とその時代』林道舎 1983
- 『伊東静雄論考』叢文社 1983
- 『三島由紀夫 反『日本浪曼派』論』林道舎 1985
- 『生きがいの再発見名著22選』経林書房 1985
- 『百観音巡礼 やすらぎと祈りの旅』実業之日本社 1985
- 『「書く。」実践文章入門』経林書房 1985
- 『寺のある風景 坂東三十三カ所』さきたま出版会 1985
- 『堀辰雄 作家の境涯』丘書房 1986
- 『詩の状況・詩の現在 現代詩はいかにして読まれたか』丘書房 1987
- 『立原道造 詩の演技者』林道舎 1988
- 『小説構造の解析』丘書房 1990
- 『桜の文学史』朝日文庫 1991、改訂版 文春新書 2004
- 『桜と日本人』新潮選書 1993
- 『桜讃歌 日本人のこころ』ビジネス社 1994
- 『実践日本語表現』経林書房 1995
- 『東京学』経営書院 1996、新潮文庫 2000
- 『近代日本の宗教と文学者』経林書房 1996
- 『桜誌 その文化その時代』ファイナル 1997
- 『刀と日本人』ファイナル 1998
- 『夏目漱石『三四郎』 東京幻想・1908年～2000年』ファイナル 1999
- 『日本の桜、歴史の桜』日本放送出版協会（NHKライブラリー）2000
- 『旬の菜時記』廣済堂出版 2001
- 『「三四郎」の東京学』日本放送出版協会 2001
- 『時代小説巡遊記 剣の精神と武のこころ』光芒社 2002
- 『四季の日本・花暦12ヶ月』竹林館 2004
- 『花と団子の東京散歩 東京名所花暦』廣済堂出版 2004
- 『唱歌・讃美歌・軍歌の始源』アーツアンドクラフツ 2005
- 『名作が描く昭和の食と時代』竹林館 2006
- 『桜と日本文化 清明美から散華の花へ』アーツアンドクラフツ 2007
- 『花とことばの文化誌』アーツアンドクラフツ 2007
- 『辻井喬 創造と鈍化』アーツアンドクラフツ 2008
- 『桜文化と日本人 美しい桜への招待』竹林館　2011
- 『戦後文学の回想　小説家・詩人・評論家交遊録』竹林館 2013

## 編著
- 三島由紀夫研究 森安理文・長谷川泉ほか共編 右文書院 1970、新版2020
- 戦後詩大系 全4巻 嶋岡晨、大野順一共編 三一書房 1970-1971
- 現代詩の教え方 工藤信彦共編 右文書院 1975
- 高橋和巳研究 （編著）教育出版センター 1976